# Mrežokrilaši
Mrežokrilaši (lat. Neuropterida) nadred holometabolnih kukaca kojima su oba para krila opnasta, podjednako velika i gusto isprepletena mnogobrojnim rebrima kao mrežom (po kojoj su nazvani). Predstavnici su im muljari, mrežokrilci i dugovratke, te možda fosilni red Glosselytrodea.

## Izgled
Na glavi imaju najčešće nitasta ili čekinjasta ticala. Usni organi im služe za grizenje. Prvi prsni kolutić je jako pokretan. Noge su im slabašne.

## Ličinke
Ličinke su grabežljive, mnoge imaju kliješta koja im omogućavaju da zgrabe plijen (obično manjeg kukca) i da ga isišu iz hitinskog oklopa. Preobražavaju se potpuno.
Neke se zakukulje u slobodnu kukuljicu, neke čine zapredak, a u nekih je i kukuljica pokretna.

## Redovi i porodice
Nedavni filogenetski rad temeljen na molekularnim podacima na genomu pruža dodatne dokaze za monofiliju Neuropterida i podupire njegovo smještanje u Holometabolnu kohortu kao sestrinsku skupinu Coleoptera (kornjaši) i Strepsiptera (lepezari), gdje se tradicionalno svrstavaju na osnovu same morfologije.

## Podjela
- red Megaloptera
- red Neuroptera
- red Raphidioptera

- Psectra nakaharai
- (Phaeostigma majus)
- Ditaxis biseriata iz reda plošnokrilaca hvataju plijen prednjim nogama, slično kao bogomoljke.